# 羅森氏平鮋
羅森氏平鮋，為輻鰭魚綱鮋形目鮋亞目平鮋科的其中一種，為亞熱帶海水魚，分布於東太平洋美國加州舊金山至墨西哥下加利福尼亞中部海域，棲息深度61-396公尺，體長可達48公分，棲息在底層水域，卵胎生，生活習性不明。